# Stromateus
Stromateus is een geslacht van straalvinnige vissen uit de familie van grootbekken (Stromateidae). Het geslacht werd vermeld in 1758 door Linnaeus in de tiende editie van Systema naturae.

## Soorten
- Stromateus brasiliensis Fowler, 1906
- Stromateus fiatola Linnaeus, 1758
- Stromateus stellatus Cuvier, 1829